# 소련 군정청 (나치 독일)

1942년 기준 소련 군정청의 최대 점유 영토.

소련 군정청(독일어: Militärverwaltung in der Sowjetunion)은 제2차 세계 대전 시기였던 1941년부터 1944년 사이에 나치 독일이 점령한 동유럽 지역에 세웠던 군정령이다. 이 군정령은 전방의 "작전지대"(독일어: Operationszone Ost)와 그보다 후방의 "육군관할후방"(독일어: Rückwärtige Heeresgebieten)로 나뉘어 있었다.